# Agência de Inteligência de Defesa
A Defense Intelligence Agency (DIA), ou Agência de Inteligência de Defesa, é uma agência de inteligência e agência de apoio ao combate do Departamento de Defesa dos Estados Unidos, especializada em defesa e inteligência militar.
Um componente do Departamento de Defesa (DoD) e da Comunidade de Inteligência (IC), a DIA informa os legisladores nacionais civis e de defesa sobre as intenções e capacidades militares de governos estrangeiros e atores não estatais. Também fornece assistência de inteligência, integração e coordenação entre componentes uniformizados de inteligência do serviço militar, que permanecem estruturalmente separados do DIA. O papel da agência abrange a coleta e análise de informações políticas, econômicas, industriais, geográficas e médicas e de saúde relacionadas com as forças armadas. A DIA produz aproximadamente um quarto de todo o conteúdo de inteligência incluído no Resumo Diário do Presidente.
As operações de inteligência da DIA estendem-se para além das zonas de combate e aproximadamente metade dos seus funcionários servem no estrangeiro, em centenas de locais e em embaixadas dos EUA em 140 países. A agência é especializada na coleta e análise de inteligência de origem humana (HUMINT), tanto aberta como clandestina, ao mesmo tempo que cuida das relações diplomáticas militares dos EUA no exterior. A DIA atua simultaneamente como gerente nacional de medição altamente técnica e inteligência de assinatura (MASINT) e como gerente do Departamento de Defesa para programas de contrainteligência. A agência não tem autoridade para fazer o cumprimento da lei, ao contrário do que é retratado ocasionalmente na cultura popular americana.
A DIA é uma organização de inteligência de nível nacional que não pertence a um único elemento militar ou dentro da cadeia de comando tradicional, respondendo antes ao Secretário de Defesa diretamente através do Subsecretário de Defesa para Inteligência. Três quartos dos 17.000 funcionários da agência são civis de carreira, especialistas em vários campos da defesa e de interesse ou aplicação militar; e embora nenhuma formação militar seja necessária, 48% dos funcionários de agências já prestaram algum serviço militar.

## Visão geral
O Diretor da Agência de Inteligência de Defesa é um oficial de inteligência nomeado pelo Presidente e confirmado pelo Senado. Ele ou ela é o principal conselheiro de inteligência do Secretário de Defesa e também responde ao Diretor de Inteligência Nacional. O Diretor também é Comandante do Comando do Componente Funcional Conjunto para Inteligência, Vigilância e Reconhecimento, um comando subordinado ao Comando Estratégico, que está sediado em Omaha, Nebraska. Além disso, ele preside o Conselho de Inteligência Militar, que coordena as atividades de toda a comunidade de inteligência de defesa.
A DIA está sediada em Washington, DC, na Base Conjunta de Anacostia-Bolling, e possui suas atividades operacionais no Pentágono e em cada Comando Combatente Unificado, bem como em mais de uma centena de embaixadas dos EUA em todo o mundo, onde se posiciona ao lado de outros parceiros governamentais (por exemplo, a CIA) e também opera os Gabinetes de Adidos de Defesa dos EUA. Além disso, a agência tem funcionários destacados no Edifício Coronel James N. Rowe na Estação Rivanna em Charlottesville, Virgínia, Centro Nacional de Inteligência Médica (NCMI) em Fort Detrick, Maryland, Centro de Inteligência Espacial e de Mísseis (MSIC) em Huntsville, Alabama., Edifício Russell-Knox na Base do Corpo de Fuzileiros Navais de Quantico, Centro Nacional de Avaliação de Credibilidade em Fort Jackson, Carolina do Sul, e Centro de Apoio à Inteligência de Defesa (DISC) em Reston, Virgínia. A DIA também concluiu recentemente a renovação do Campus Bethesda da Comunidade de Inteligência em Maryland, que serve como a nova localização da Universidade Nacional de Inteligência, bem como uma instalação para a DIA e para o Gabinete do Diretor de Inteligência Nacional.

## Organização
A DIA está organizado em quatro diretorias e cinco centros regionais
Diretoria de Operações:
- Serviço Clandestino de Defesa (DCS): O DCS conduz atividades de espionagem clandestina em todo o mundo e é o agente executivo para operações de inteligência humana em todo o Departamento de Defesa.[14] Composto por funcionários civis e militares, o DCS é uma consolidação do antigo Serviço de Inteligência Humana de Defesa e trabalha em conjunto com a Direcção de Operações da Agência Central de Inteligência, entre outras entidades nacionais HUMINT. Distribui globalmente equipes de oficiais de casos, especialistas em interrogatórios, analistas de campo, linguistas, especialistas técnicos e forças de operações especiais.[15]
- Sistema de Adidos de Defesa (DAS): O DAS representa os Estados Unidos na defesa e nas relações diplomáticas militares com governos estrangeiros em todo o mundo. Também gerencia e conduz atividades abertas de coleta de inteligência humana . Os Adidos de Defesa servem nos Escritórios de Adidos de Defesa (DAO) colocalizados em mais de uma centena de Embaixadas dos Estados Unidos em países estrangeiros, representam o Secretário de Defesa nas relações diplomáticas com governos e militares estrangeiros e coordenam atividades militares com nações parceiras.
- Defense Cover Office (DCO): DCO é um componente do DIA responsável pela execução de programas de cobertura para oficiais de inteligência da agência, bem como para todo o Departamento de Defesa.[16][17]

Diretoria de Análise: A Diretoria de Análise gerencia todos os elementos de análise de fontes da DIA e é responsável pelo desenvolvimento e implantação de técnicas de análise. Os analistas analisam e divulgam produtos de inteligência finalizados, concentrando-se em questões militares de nível nacional, estratégico e operacional que podem surgir de processos políticos, econômicos, médicos, naturais ou outros relacionados em todo o mundo. Os analistas contribuem para o Resumo Diário do Presidente e para as Estimativas de Inteligência Nacional. Os analistas servem a DIA em todas as instalações da agência e a DIA tem os analistas mais avançados na Comunidade de Inteligência.
A DIA também administra a Universidade Nacional de Inteligência (NIU) em nome da Comunidade de Inteligência. A NIU e a Biblioteca John T. Hughes estão localizadas no campus da Comunidade de Inteligência em Bethesda, Maryland e possuem vários campi filiais na RAF Molesworth, na Base Aérea MacDill e na Base do Corpo de Fuzileiros Navais de Quantico, bem como programas acadêmicos na NSA e NGA.